# ديفين ديفيس (كرة سلة)
ديفين ديفيس (بالإنجليزية: Devin Davis)‏ مواليد 27 ديسمبر 1974 في ميامي، هو لاعب كرة سلة أمريكي. بدأ مسيرته الاحترافية في سنة 1997. يبلغ طوله 6 قدم 7 بوصة (2.0 م). اعتزل اللعب في 2013.

## المسيرة الاحترافية
لعب مع ولبة في سنة 1998، ثم لعب مع ألاسكا أيسز في سنة 1998، ثم لعب مع سي بي غران كناريا في الدوري الإسباني في موسم 1998–1999، ثم لعب مع ألاسكا أيسز في سنة 1999، ثم لعب مع بريوغان في الدوري الإسباني من سنة 1999 إلى 2004، ثم لعب مع دينامو سانت بطرسبرغ في موسم 2004–2005، ثم لعب مع برشلونة في الدوري الإسباني في سنة 2005، ثم لعب مع بلد الوليد في موسم 2005–2006، ثم لعب مع سان سباستيان غيبوثكوا بي سي في الدوري الإسباني في موسم 2006–2007.

## روابط خارجية
- ديفين ديفيس على موقع الدوري الإسباني لكرة السلة (الإسبانية)
- ديفين ديفيس على موقع كرة السلة الأوروبية.كوم (الإنجليزية)
- ديفين ديفيس على موقع كلية كرة السلة في سبورتس رفرنس.كوم (الإنجليزية)
- ديفين ديفيس على موقع ريلجم (الإنجليزية)
- ديفين ديفيس على موقع بروبوليرز (الإنجليزية)
- ديفين ديفيس على موقع سبورتس رفرنس (الإنجليزية)